# 芒特卡梅爾鎮區 (北達科他州卡弗利爾縣)
芒特卡梅爾鎮區（英語：Mount Carmel Township）是位於美國北達科他州卡弗利爾縣的一個鎮區。

## 地方資料
芒特卡梅爾鎮區的面積為116.63平方千米，當中陸地面積為114.87平方千米，而水域面積為1.76平方千米。根據2020年美國人口普查的數據，當地共有人口31人，而人口密度為每平方千米0.27人。